# Mairead McGuinness
Mairead McGuinness, irl. Máiréad Nic Aonasa (ur. 13 czerwca 1959 w Drogheda) – irlandzka polityk i dziennikarka, deputowana do Parlamentu Europejskiego VI, VII, VIII i IX kadencji, od 2020 do 2024 członkini Komisji Europejskiej.

## Życiorys
Uzyskała licencjat w zakresie nauk rolniczych na University College Dublin w 1981, a trzy lata później dyplom z księgowości i finansów. Przez wiele lat była zawodowo związana z publicznym nadawcą radiowo-telewizyjnym Raidió Teilifís Éireann. Pracowała jako realizatorka i prezenterka, a także reporterka programów radiowych. Od lat 90. prowadziła programy telewizyjne, m.in. Ear to the Ground czy reality show Celebrity Farm. Była też dziennikarką „Irish Farmers Journal” oraz publicystką w „Irish Independent”, zajmując się tematyką rolną.
W 2004 z listy Fine Gael uzyskała mandat posłanki do Parlamentu Europejskiego w okręgu wschodnim. W 2009, 2014 i 2019 skutecznie ubiegała się o reelekcję. Zasiadła w grupie Europejskiej Partii Ludowej, pełniła m.in. funkcję wiceprzewodniczącej Europarlamentu (2014–2020).
We wrześniu 2020, po uprzedniej dymisji Phila Hogana, została desygnowana do wejścia w skład Komisji Europejskiej jako komisarz do spraw stabilności finansowej, usług finansowych i unii rynków kapitałowych. W październiku 2020, po uprzednim zatwierdzeniu przez Europarlament, objęła tę funkcję, dołączając do KE kierowanej przez Ursulę von der Leyen. Zakończyła urzędowanie z końcem kadencji KE w 2024.